# Ravenna Calcio 2008-2009
Questa pagina raccoglie le informazioni riguardanti il Ravenna Calcio nelle competizioni ufficiali della stagione 2008-2009.

## Stagione
Nella stagione 2008-2009 il Ravenna disputa il girone A del nuovo campionato di Lega Pro Prima Divisione, raccoglie 56 punti che valgono il quarto posto. Piazzamento che gli permette di giocare la doppia semifinale Play-off contro il Padova, ma la perde pareggiando (1-1) a Padova e perdendo (1-2) al Benelli. Per la squadra giallorossa allenata in questa stagione da Gianluca Atzori oltre all'ottimo campionato, vi è stata anche una discreta partecipazione alla Coppa Italia, nel cui torneo ha superato nel primo turno il Castellarano, nel secondo turno ha prevalso sul Rimini, superato ai calci di rigore (2-4) al Neri, con la gara chiusa dopo i supplementari sul (3-3), nel terzo turno ha eliminato il Palermo, sconfitto (1-2) al Barbera, poi nel quarto turno è stato estromesso dal Genoa, che si è imposto a Marassi (2-1). Protagonista della bella stagione ravennate lo spezzino Francesco Zizzari preso dallo Spezia, autore di 17 reti, delle quali 15 in campionato e 2 nella semifinale Play-off. Da segnalare anche le 8 reti firmate in 9 partite giocate da Davis Curiale arrivato dal Vicenza nel mercato invernale a fine gennaio.

## Rosa
| N. |                    | Ruolo | Calciatore          |
| -- | ------------------ | ----- | ------------------- |
|    | Italia (bandiera)  | C     | Ilario Aloe         |
|    | Italia (bandiera)  | D     | Fabrizio Anzalone   |
|    | Italia (bandiera)  | C     | Alessandro Bettega  |
|    | Italia (bandiera)  | P     | Luca Brignoli       |
|    | Italia (bandiera)  | C     | Giampiero Calzi     |
|    | Italia (bandiera)  | C     | Matteo Cavagna      |
|    | Italia (bandiera)  | D     | Sandro Ciuffetelli  |
|    | Italia (bandiera)  | A     | Davis Curiale       |
|    | Italia (bandiera)  | D     | Erik Fabbri         |
|    | Italia (bandiera)  | D     | Gianluca Fasano     |
|    | Italia (bandiera)  | D     | Stefano Ferrario    |
|    | Albania (bandiera) | A     | Brian Filipi        |
|    | Italia (bandiera)  | C     | Paolo Gerbino Polo  |
|    | Italia (bandiera)  | C     | Flavio Giampieretti |

| N. |                   | Ruolo | Calciatore         |
| -- | ----------------- | ----- | ------------------ |
|    | Italia (bandiera) | C     | Ionis Khoris       |
|    | Italia (bandiera) | C     | Leonardo Pettinari |
|    | Italia (bandiera) | D     | Matteo Pivotto     |
|    | Italia (bandiera) | D     | Antonio Rizzo      |
|    | Italia (bandiera) | C     | Fabio Roselli      |
|    | Italia (bandiera) | C     | Lorenzo Rossetti   |
|    | Italia (bandiera) | P     | Gian Maria Rossi   |
|    | Italia (bandiera) | D     | Roberto Sabato     |
|    | Italia (bandiera) | C     | Riccardo Saponara  |
|    | Italia (bandiera) | C     | Paolo Sciaccaluga  |
|    | Italia (bandiera) | C     | Ivano Trotta       |
|    | Italia (bandiera) | D     | Gaetano Ungaro     |
|    | Italia (bandiera) | C     | Gianpietro Zecchin |
|    | Italia (bandiera) | A     | Francesco Zizzari  |

## Risultati

### Lega Pro Prima Divisione

#### Girone di andata
| Arbitro: | Tasso (La Spezia) |

|             |           |             |
| Le Noci 19’ | Marcatori | 12’ Zizzari |

| Arbitro: | Corletto |

|                              |           |                |
| Zizzari 74’ Gerbino Polo 78’ | Marcatori | 13’ Chiavarini |

| Arbitro: | Nasca (Bari) |

|             |           |  |
| Boisfer 53’ | Marcatori |  |

| Arbitro: | Giancola (Vasto) |

|             |           |                             |
| Cavagna 49’ | Marcatori | 4’ Bracaletti 25’, 57’ Arma |

| Arbitro: | Valentini (Città di Castello) |

|                                        |           |  |
| L. Scaglia 14’ Dal Rio 26’ Pintori 59’ | Marcatori |  |

| Arbitro: | Santonocito (Abbiategrasso) |

|             |           |            |
| Pivotto 16’ | Marcatori | 38’ Rubino |

| Arbitro: | Zonno (Bari) |

|             |           |                               |
| Gomez 90+5’ | Marcatori | 17’ Gerbino Polo 83’ Anzalone |

| Arbitro: | Bolano (Livorno) |

|                          |           |                             |
| Buda 41’ Sangiovanni 49’ | Marcatori | 2’ Zizzari 89’ Gerbino Polo |

| Arbitro: | Sguizzato (Verona) |

|              |           |          |
| Trotta 90+2’ | Marcatori | 56’ Forò |

| Arbitro: | Gambini (Roma) |

|                  |           |             |
| Scantamburlo 55’ | Marcatori | 68’ Zizzari |

| Arbitro: | Guida (Torre Annunziata) |

|             |           |                              |
| Zizzari 56’ | Marcatori | 12’ Pederzoli 87’ Gasparello |

| Arbitro: | Del Giovane (Albano Laziale) |

|                          |           |           |
| Abate 30’ Mortelliti 72’ | Marcatori | 2’ Filipi |

| Arbitro: | Pecorelli (Arezzo) |

|                                                  |           |             |
| R. Sabato 41’ Zizzari 83’ (rig.) Pettinari 90+3’ | Marcatori | 74’ M. Gori |

| Arbitro: | Bergher (Rovigo) |

|            |           |  |
| Zizzari 9’ | Marcatori |  |

| Arbitro: | Irrati (Pistoia) |

|                       |           |  |
| Taccucci 11’ Samb 20’ | Marcatori |  |

| Ravenna 14 dicembre 2008 16ª giornata | Ravenna              | 0 – 0 | Venezia | Stadio Bruno Benelli\| Arbitro: \| Colasanti (Grosseto) \| |
| Arbitro:                              | Colasanti (Grosseto) |       |         |                                                            |

| Arbitro: | Santonocito (Abbiategrasso) |

|              |           |            |
| Agazzone 58’ | Marcatori | 76’ Filipi |

#### Girone di ritorno
| Arbitro: | Di Paolo (Avezzano) |

|             |           |  |
| Zecchin 54’ | Marcatori |  |

| Arbitro: | Tasso (La Spezia) |

|                              |           |                         |
| Veronese 27’, 90’ Djuric 54’ | Marcatori | 3’ Zizzari 25’ Ferrario |

| Arbitro: | Lupo (Matera) |

|                                                    |           |             |
| Ciuffetelli 9’ (rig.) Zizzari 28’, 71’ Curiale 39’ | Marcatori | 18’ Beretta |

| Arbitro: | Palazzino (Ciampino) |

|  |           |                                    |
|  | Marcatori | 3’ Zizzari 29’ Zecchin 41’ Curiale |

| Arbitro: | Affinito (Frattamaggiore) |

|                       |           |  |
| Curiale 3’ Filipi 62’ | Marcatori |  |

| Arbitro: | Meli (Parma) |

|                     |           |                  |
| Sinigaglia 47’, 57’ | Marcatori | 19’, 68’ Curiale |

| Arbitro: | Doveri (Roma) |

|                         |           |  |
| Curiale 30’ Zizzari 78’ | Marcatori |  |

| Arbitro: | Tramontina (Udine) |

|                         |           |  |
| Curiale 24’ Zizzari 33’ | Marcatori |  |

| Arbitro: | Corletto (Castelfranco Veneto) |

|  |           |             |
|  | Marcatori | 33’ Curiale |

| Ravenna 29 marzo 2009 27ª giornata | Ravenna      | 0 – 0 | Reggiana | Stadio Bruno Benelli\| Arbitro: \| Nasca (Bari) \| |
| Arbitro:                           | Nasca (Bari) |       |          |                                                    |

| Arbitro: | Giacomelli (Trieste) |

|                 |           |                                     |
| Rabito 24’, 55’ | Marcatori | 7’ Pettinari 58’ Zizzari 79’ Filipi |

| Arbitro: | Pizzi (Saronno) |

|                       |           |                     |
| Gerbino Polo 79’, 80’ | Marcatori | 54’ Cuffa 59’ Abate |

| Arbitro: | Paparazzo (Catanzaro) |

|               |           |                                    |
| Cremonesi 28’ | Marcatori | 36’ Ciuffetelli 86’ (rig.) Zecchin |

| Arbitro: | Gallione (Alessandria) |

|           |           |                          |
| Correa 9’ | Marcatori | 24’ Zizzari 66’ Ferrario |

| Ravenna 3 maggio 2009 32ª giornata | Ravenna                      | 0 – 0 | Monza | Stadio Bruno Benelli\| Arbitro: \| Manera (Castelfranco Veneto) \| |
| Arbitro:                           | Manera (Castelfranco Veneto) |       |       |                                                                    |

| Arbitro: | Guida (Torre Annunziata) |

|             |           |  |
| Rebecca 65’ | Marcatori |  |

| Arbitro: | Vallesi (Ascoli Piceno) |

|                         |           |  |
| Pettinari 7’ Filipi 44’ | Marcatori |  |

#### Play-off
| Arbitro: | Ostinelli (Como) |

|               |           |             |
| Varricchio 9’ | Marcatori | 16’ Zizzari |

| Arbitro: | Carbone (Napoli) |

|             |           |                          |
| Zizzari 76’ | Marcatori | 58’ Patrascu 78’ Falsini |

### Coppa Italia

#### Turni eliminatori
| Arbitro: | Merchiori (Ferrara) |

|                                                                 |           |             |
| Filipi 25’ Cavagna 41’ Gerbino Polo 43’ Pettinari 48’ Succi 90’ | Marcatori | 90+2’ Mayer |

| Arbitro: | Calvarese (Teramo) |

|                                    |                      |                                            |
| Docente 17’ Basha 44’ Regonesi 84’ | Marcatori            | 18’ Gerbino Polo 73’ Succi 83’ Sciaccaluga |
| Regonesi Ricchiuti La Camera Basha | Tiri di rigore 2 – 4 | Succi Zizzari Pettinari Ciuffetelli        |

| Arbitro: | Tagliavento (Terni) |

|            |           |                |
| Cavani 82’ | Marcatori | 11’, 27’ Succi |

| Arbitro: | Marelli (Como) |

|                   |           |               |
| Milito 82’, 90+3’ | Marcatori | 58’ Pettinari |